# 贝雷勒
贝雷勒（法語：Bérelles，法語發音：[beʁɛl]）是法国上法兰西大区北部省的一个市镇，位于该省东部，属于埃尔普河畔阿韦讷区。

## 地理
贝雷勒（50°12'57"N, 4°5'52"E）面积5.78 平方千米，位于法国上法蘭西大區北部省，该省份为法国最北部的省份及最长的省份，西北濒北海，西接加来海峡省，南至埃纳省和索姆省，东与比利时接壤。
与贝雷勒接壤的市镇（或旧市镇、城区）包括：艾布、索尔堡、索尔里讷、库索尔、埃克勒、埃斯特吕德。

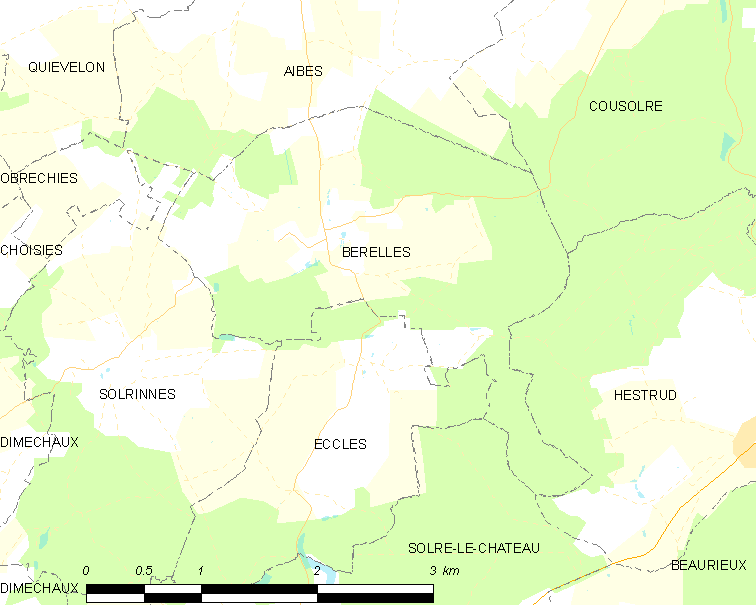
贝雷勒的OSM定位图

贝雷勒的时区为UTC+01:00、UTC+02:00（夏令时）。

## 行政
贝雷勒的邮政编码为59740，INSEE市镇编码为59066。

## 政治
贝雷勒所属的省级选区为富尔米县。

## 人口

1962-2008年间贝雷勒人口变化图示

贝雷勒于2022年1月1日时的人口数量为162人。